# Aubais
Aubais ist eine französische Gemeinde mit 2.938 Einwohnern (Stand: 1. Januar 2022) im Département Gard in der Region Okzitanien. Sie gehört zum Arrondissement Nîmes und zum Kanton Aigues-Mortes.

## Geografie
Aubais liegt am Fluss Vidourle. Umgeben wird Aubais von den Nachbargemeinden Congénies im Norden, Aigues-Vives im Osten und Südosten, Gallargues-le-Montueux im Südosten, Villetelle im Süden, Saint-Sériès im Südwesten sowie Junas im Westen und Nordwesten.

## Bevölkerungsentwicklung
| Jahr      | 1962 | 1968 | 1975 | 1982 | 1990 | 1999 | 2006 | 2017 |
| --------- | ---- | ---- | ---- | ---- | ---- | ---- | ---- | ---- |
| Einwohner | 869  | 900  | 1016 | 1261 | 1541 | 1996 | 2274 | 2762 |

## Sehenswürdigkeiten

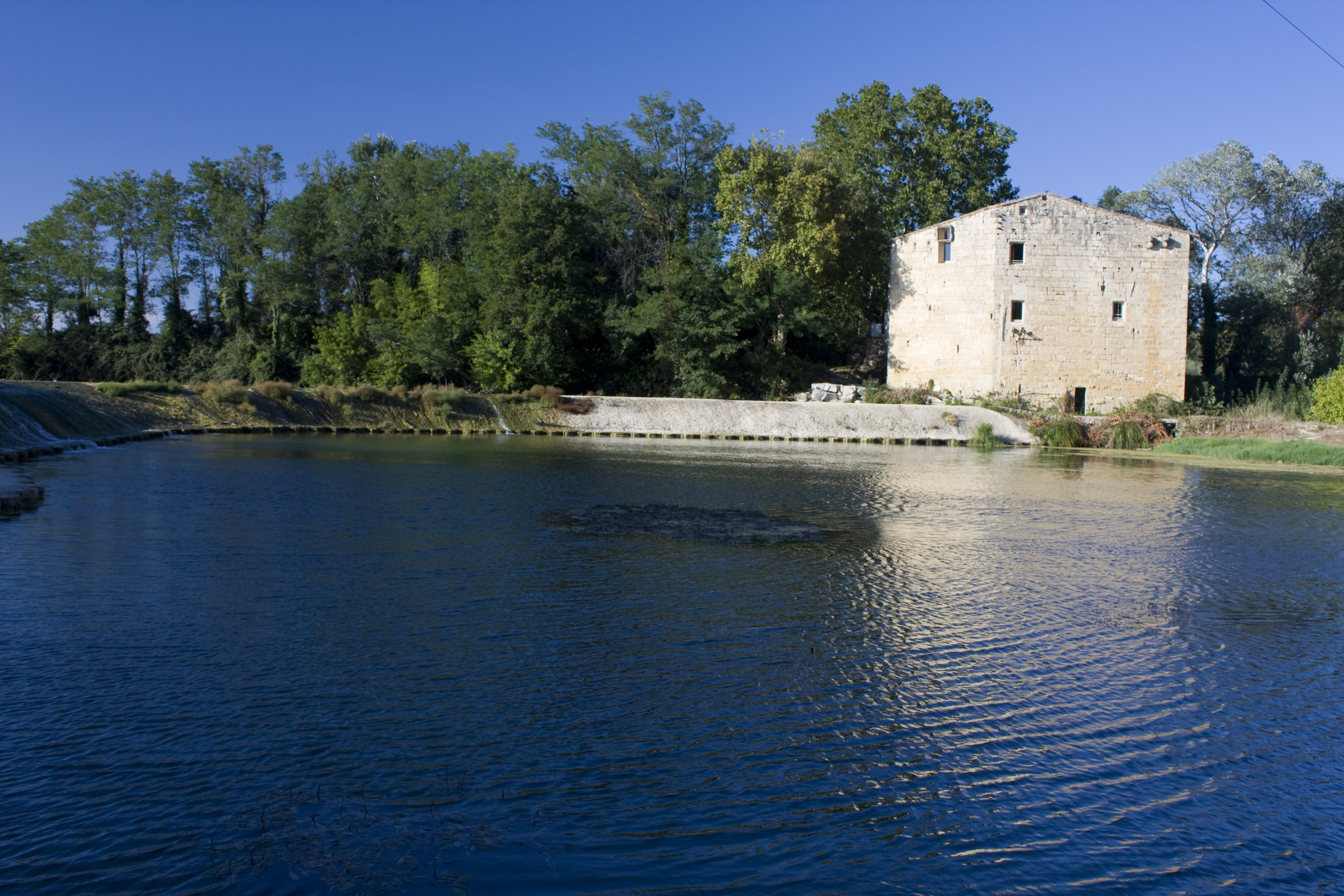
Wassermühle am Vidourle

- Kirche Notre-Dame et Saints-Nazaire-et-Celse
- evangelische Kirche
- Kapelle Saint-Nazaire
- Arena (Plan des Theatres), seit 2003 Monument historique
- Schloss aus dem 17. Jahrhundert, seit 2010 Monument historique
- Wassermühle am Vidourle, Monument historique seit 2002
- Alte Weinhöhle (Cave Aubaï Mema) aus dem Jahr 1939, seit 2013 Monument historique

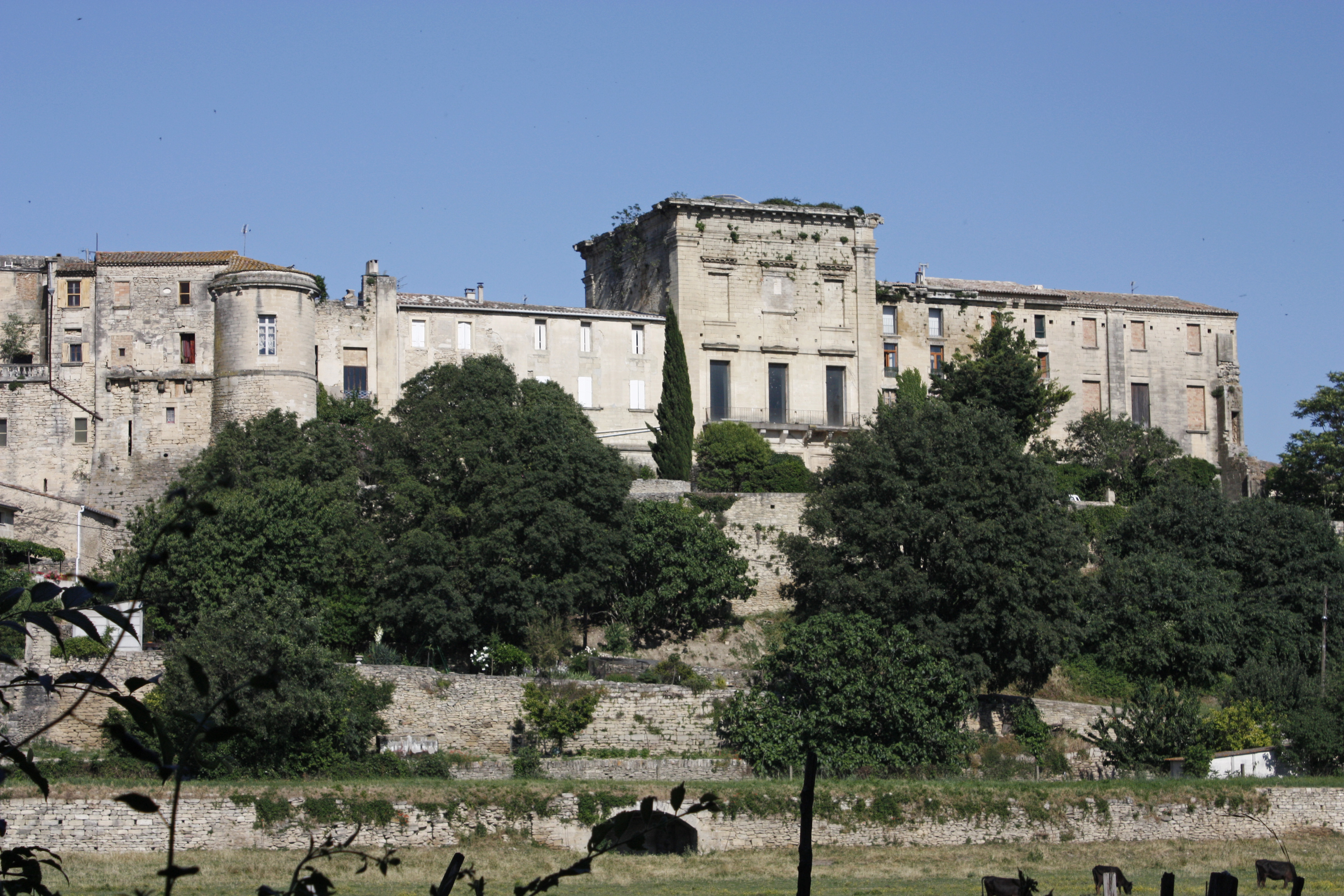
Schloss Aubais

- Waschhaus

## Persönlichkeiten
- Alphonse des Vignoles (1649–1744), Historiker
- René Grousset (1885–1952), Orientalist und Kunsthistoriker